# Aporum sagittatum
Aporum sagittatum é uma espécie de orquídea epífita de hábito pendente e flores pequenas, que habita Java e Sumatra.